# Germania all'Eurovision Song Contest
La Germania detiene il record di partecipazioni alla manifestazione, essendo stata presente a tutte le edizioni dell'Eurovision Song Contest ad eccezione di quella del 1996. Quell'anno, infatti, l'UER decise di effettuare una preselezione delle canzoni candidate e la Germania fu una delle sette nazioni escluse dalla partecipazione. Nel 1991 per la prima volta concorre come Germania unita: fino all'anno precedente solo la Germania Ovest aveva partecipato al concorso.
La Germania fa parte dei Big Five (assieme a Spagna, Francia, Regno Unito e Italia), ovvero i paesi che, grazie al loro maggiore contributo finanziario all'Unione europea di radiodiffusione (UER), dall'edizione del 2004 accedono di diritto alla serata finale della manifestazione senza passare per le semifinali.
Malgrado l'alto numero di partecipazioni la Germania ha vinto l'Eurovision Song Contest solo due volte, nel 1982, con Ein bißchen Frieden di Nicole Hohloch, e nel 2010, con Satellite di Lena Meyer-Landrut. Tranne poche eccezioni, tra cui la vittoria nel 2010, la Germania ha avuto pessimi risultati nelle edizioni successive al 2000, classificandosi sei volte all'ultimo posto e due al penultimo.
L'organizzazione della partecipazione tedesca è a cura del consorzio radiotelevisivo ARD, che delega annualmente l'organizzazione ad una delle emittenti membri del consorzio. A partire dall'edizione 2026 la partecipazione al concorso sarà gestita da SWR, emittente tedesca sudoccidentale con sede a Stoccarda.

## Partecipazioni
- Primo posto
- Secondo posto
- Terzo posto
- Ultimo posto

| Anno | Artista                      | Canzone                                   | Lingua                           | Posizione           | Posizione           | Posizione           | Posizione           |
| Anno | Artista                      | Canzone                                   | Lingua                           | Finale              | Punti               | Semi                | Punti               |
| ---- | ---------------------------- | ----------------------------------------- | -------------------------------- | ------------------- | ------------------- | ------------------- | ------------------- |
| 1956 | Walter Andreas Schwarz       | Im Wartesaal zum großen Glück             | Tedesco                          | --                  | Sconosciuti         | Niente semifinali   | Niente semifinali   |
| 1956 | Freddy Quinn                 | So geht das jede Nacht                    | Tedesco                          | --                  | Sconosciuti         | Niente semifinali   | Niente semifinali   |
| 1957 | Margot Hielscher             | Telefon, Telefon                          | Tedesco                          | 4º                  | 8                   | Niente semifinali   | Niente semifinali   |
| 1958 | Margot Hielscher             | Für zwei Groschen Musik                   | Tedesco                          | 7º                  | 5                   | Niente semifinali   | Niente semifinali   |
| 1959 | Alice & Ellen Kessler        | Heute abend wollen wir tanzen geh'n       | Tedesco                          | 8º                  | 5                   | Niente semifinali   | Niente semifinali   |
| 1960 | Wyn Hoop                     | Bonne nuit, ma chérie                     | Tedesco                          | 4º                  | 11                  | Niente semifinali   | Niente semifinali   |
| 1961 | Lale Andersen                | Einmal sehen wir uns wieder               | Tedesco                          | 13º                 | 3                   | Niente semifinali   | Niente semifinali   |
| 1962 | Conny Froboess               | Zwei kleine Italiener                     | Tedesco                          | 6º                  | 9                   | Niente semifinali   | Niente semifinali   |
| 1963 | Heidi Brühl                  | Marcel                                    | Tedesco                          | 9º                  | 5                   | Niente semifinali   | Niente semifinali   |
| 1964 | Nora Nova                    | Man gewöhnt sich so schnell an das Schöne | Tedesco                          | 13º                 | 0                   | Niente semifinali   | Niente semifinali   |
| 1965 | Ulla Wiesner                 | Paradies, wo bist Du?                     | Tedesco                          | 15º                 | 0                   | Niente semifinali   | Niente semifinali   |
| 1966 | Margot Eskens                | Die Zeiger der Uhr                        | Tedesco                          | 10º                 | 7                   | Niente semifinali   | Niente semifinali   |
| 1967 | Inge Brück                   | Anouschka                                 | Tedesco                          | 8º                  | 7                   | Niente semifinali   | Niente semifinali   |
| 1968 | Wencke Myhre                 | Ein Hoch der Liebe                        | Tedesco                          | 6º                  | 11                  | Niente semifinali   | Niente semifinali   |
| 1969 | Siw Malmkvist                | Primaballerina                            | Tedesco                          | 9º                  | 8                   | Niente semifinali   | Niente semifinali   |
| 1970 | Katja Ebstein                | Wunder gibt es immer wieder               | Tedesco                          | 3º                  | 12                  | Niente semifinali   | Niente semifinali   |
| 1971 | Katja Ebstein                | Diese Welt                                | Tedesco                          | 3º                  | 100                 | Niente semifinali   | Niente semifinali   |
| 1972 | Mary Roos                    | Nur die Liebe läßt uns leben              | Tedesco                          | 3º                  | 107                 | Niente semifinali   | Niente semifinali   |
| 1973 | Gitte                        | Junger Tag                                | Tedesco                          | 8º                  | 85                  | Niente semifinali   | Niente semifinali   |
| 1974 | Cindy & Bert                 | Die Sommermelodie                         | Tedesco                          | 14º                 | 3                   | Niente semifinali   | Niente semifinali   |
| 1975 | Joy Fleming                  | Ein Lied kann eine Brücke sein            | Tedesco                          | 17º                 | 15                  | Niente semifinali   | Niente semifinali   |
| 1976 | Les Humphries Singers        | Sing Sang Song                            | Tedesco                          | 15º                 | 12                  | Niente semifinali   | Niente semifinali   |
| 1977 | Silver Convention            | Telegram                                  | Inglese                          | 8º                  | 55                  | Niente semifinali   | Niente semifinali   |
| 1978 | Ireen Sheer                  | Feuer                                     | Tedesco                          | 6º                  | 84                  | Niente semifinali   | Niente semifinali   |
| 1979 | Dschinghis Khan              | Dschinghis Khan                           | Tedesco                          | 4º                  | 86                  | Niente semifinali   | Niente semifinali   |
| 1980 | Katja Ebstein                | Theater                                   | Tedesco                          | 2º                  | 128                 | Niente semifinali   | Niente semifinali   |
| 1981 | Lena Valaitis                | Johnny Blue                               | Tedesco                          | 2º                  | 132                 | Niente semifinali   | Niente semifinali   |
| 1982 | Nicole                       | Ein bißchen Frieden                       | Tedesco                          | 1º                  | 161                 | Niente semifinali   | Niente semifinali   |
| 1983 | Hoffmann & Hoffmann          | Rücksicht                                 | Tedesco                          | 5º                  | 94                  | Niente semifinali   | Niente semifinali   |
| 1984 | Mary Roos                    | Aufrecht geh'n                            | Tedesco                          | 13º                 | 34                  | Niente semifinali   | Niente semifinali   |
| 1985 | Wind                         | Für alle                                  | Tedesco                          | 2º                  | 105                 | Niente semifinali   | Niente semifinali   |
| 1986 | Ingrid Peters                | Über die Brücke geh'n                     | Tedesco                          | 8º                  | 62                  | Niente semifinali   | Niente semifinali   |
| 1987 | Wind                         | Laß die Sonne in Dein Herz                | Tedesco                          | 2º                  | 141                 | Niente semifinali   | Niente semifinali   |
| 1988 | Maxi & Chris Garden          | Lied für einen Freund                     | Tedesco                          | 14º                 | 48                  | Niente semifinali   | Niente semifinali   |
| 1989 | Nino De Angelo               | Flieger                                   | Tedesco                          | 14º                 | 46                  | Niente semifinali   | Niente semifinali   |
| 1990 | Chris Kempers & Daniel Kovac | Frei zu leben                             | Tedesco                          | 9º                  | 60                  | Niente semifinali   | Niente semifinali   |
| 1991 | Atlantis 2000                | Dieser Traum darf niemals sterben         | Tedesco                          | 18º                 | 10                  | Niente semifinali   | Niente semifinali   |
| 1992 | Wind                         | Träume sind für alle da                   | Tedesco                          | 16º                 | 27                  | Niente semifinali   | Niente semifinali   |
| 1993 | Münchener Freiheit           | Viel zu weit                              | Tedesco                          | 18º                 | 18                  | Niente semifinali   | Niente semifinali   |
| 1994 | Mekado                       | Wir geben 'ne Party                       | Tedesco                          | 3º                  | 128                 | Niente semifinali   | Niente semifinali   |
| 1995 | Stone & Stone                | Verliebt in Dich                          | Tedesco                          | 23º                 | 1                   | Niente semifinali   | Niente semifinali   |
| 1996 | Leon                         | Blauer Planet                             | Tedesco                          | Non qualificata     | Non qualificata     | 24º                 | 24                  |
| 1997 | Bianca Shomburg              | Zeit                                      | Tedesco                          | 18º                 | 22                  | Niente semifinali   | Niente semifinali   |
| 1998 | Guildo Horn                  | Guildo hat Euch lieb!                     | Tedesco                          | 7º                  | 86                  | Niente semifinali   | Niente semifinali   |
| 1999 | Sürpriz                      | Reise nach Jerusalem – Kudüs'e seyahat    | Tedesco, turco, inglese, ebraico | 3º                  | 140                 | Niente semifinali   | Niente semifinali   |
| 2000 | Stefan Raab                  | Wadde hadde dudde da?                     | Tedesco                          | 5º                  | 96                  | Niente semifinali   | Niente semifinali   |
| 2001 | Michelle                     | Wer Liebe lebt                            | Tedesco, inglese                 | 8º                  | 66                  | Niente semifinali   | Niente semifinali   |
| 2002 | Corinna May                  | I Can't Live Without Music                | Inglese                          | 21º                 | 17                  | Niente semifinali   | Niente semifinali   |
| 2003 | Lou                          | Let's Get Happy                           | Inglese                          | 11º                 | 53                  | Niente semifinali   | Niente semifinali   |
| 2004 | Max                          | Can't Wait Until Tonight                  | Inglese, turco                   | 8º                  | 93                  | Membro dei Big Four | Membro dei Big Four |
| 2005 | Gracia                       | Run & Hide                                | Inglese                          | 24º                 | 4                   | Membro dei Big Four | Membro dei Big Four |
| 2006 | Texas Lightning              | No No Never                               | Inglese                          | 15º                 | 36                  | Membro dei Big Four | Membro dei Big Four |
| 2007 | Roger Cicero                 | Frauen regier'n die Welt                  | Tedesco, inglese                 | 19º                 | 49                  | Membro dei Big Four | Membro dei Big Four |
| 2008 | No Angels                    | Disappear                                 | Inglese                          | 23º                 | 14                  | Membro dei Big Four | Membro dei Big Four |
| 2009 | Alex Swings Oscar Sings!     | Miss Kiss Kiss Bang                       | Inglese                          | 20º                 | 35                  | Membro dei Big Four | Membro dei Big Four |
| 2010 | Lena                         | Satellite                                 | Inglese                          | 1º                  | 246                 | Membro dei Big Four | Membro dei Big Four |
| 2011 | Lena                         | Taken by a Stranger                       | Inglese                          | 10º                 | 107                 | Paese ospitante     | Paese ospitante     |
| 2012 | Roman Lob                    | Standing Still                            | Inglese                          | 8º                  | 110                 | Membro dei Big Five | Membro dei Big Five |
| 2013 | Cascada                      | Glorious                                  | Inglese                          | 21º                 | 18                  |                     |                     |
| 2014 | Elaiza                       | Is It Right                               | Inglese                          | 18º                 | 39                  |                     |                     |
| 2015 | Ann Sophie                   | Black Smoke                               | Inglese                          | 27º                 | 0                   |                     |                     |
| 2016 | Jamie-Lee                    | Ghost                                     | Inglese                          | 26º                 | 11                  |                     |                     |
| 2017 | Levina                       | Perfect Life                              | Inglese                          | 25º                 | 6                   |                     |                     |
| 2018 | Michael Schulte              | You Let Me Walk Alone                     | Inglese                          | 4º                  | 340                 |                     |                     |
| 2019 | S!sters                      | Sister                                    | Inglese                          | 25º                 | 24                  |                     |                     |
| 2020 | Ben Dolic                    | Violent Thing                             | Inglese                          | Edizione cancellata | Edizione cancellata |                     |                     |
| 2021 | Jendrik                      | I Don't Feel Hate                         | Inglese                          | 25º                 | 3                   |                     |                     |
| 2022 | Malik Harris                 | Rockstars                                 | Inglese                          | 25º                 | 6                   |                     |                     |
| 2023 | Lord of the Lost             | Blood & Glitter                           | Inglese                          | 26º                 | 18                  |                     |                     |
| 2024 | Isaak                        | Always on the Run                         | Inglese                          | 12º                 | 117                 |                     |                     |
| 2025 | Abor & Tynna                 | Baller                                    | Tedesco                          | 15º                 | 151                 |                     |                     |

NOTE:
- Fino al 1990, i risultati riportati sono da intendere per Germania Ovest.
- Nel 1996, la Germania non è riuscita a qualificarsi per il concorso. Infatti, quell'anno, c'è stata una pre-qualificazione audio per tutti i paesi in gara (esclusa la Norvegia in quanto paese organizzatore). Sul sito ufficiale dell'Eurovision questa partecipazione non viene calcolata.
- Nel 2015, Austria e Germania hanno totalizzato entrambe 0 punti ciascuna nella finale; tuttavia l'Austria si è classificata davanti rispetto alla Germania a causa della procedura di spareggio che secondo le regole favorisce la canzone eseguita prima nell'ordine di esibizione. Pertanto la Germania è effettivamente arrivata ultima.
- Il brano I Don't Feel Hate contiene alcune parole in tedesco.

## Statistiche di voto
Fino al 2025, le statistiche di voto della Germania sono:
| # | Stato       | Punti |
| - | ----------- | ----- |
| 1 | Svezia      | 243   |
| 2 | Francia     | 207   |
| 3 | Regno Unito | 205   |
| 4 | Israele     | 176   |
| 5 | Turchia     | 170   |

| # | Stato      | Punti |
| - | ---------- | ----- |
| 1 | Spagna     | 245   |
| 2 | Svizzera   | 196   |
| 3 | Danimarca  | 194   |
| 4 | Portogallo | 187   |
| 5 | Belgio     | 178   |

| # | Stato    | Punti |
| - | -------- | ----- |
| 1 | Svezia   | 322   |
| 2 | Israele  | 251   |
| 3 | Norvegia | 221   |
| 4 | Svizzera | 216   |
| 5 | Turchia  | 208   |

## Altri premi ricevuti

### Barbara Dex Award
Il Barbara Dex Award è un riconoscimento non ufficiale con il quale viene premiato l'artista peggio vestito all'Eurovision Song Contest. Prende il nome dall'omonima artista belga che nell'edizione del 1993 si è presentata con un abito che lei stessa aveva confezionato e che aveva attirato l'attenzione negativa dei commentatori e del pubblico.
| Anno | Categoria         | Artista     | Canzone               | Compositore |
| ---- | ----------------- | ----------- | --------------------- | ----------- |
| 1998 | Barbara Dex Award | Guildo Horn | Guildo hat euch lieb! | Stefan Raab |

## Città ospitanti
| Anno | Città                                | Luogo                                       | Presentatori                              |
| ---- | ------------------------------------ | ------------------------------------------- | ----------------------------------------- |
| 1957 | Francoforte sul Meno, Germania Ovest | Grosser Sendensaal des Hessischen Rundfunks | Anaid Plikjan                             |
| 1983 | Monaco di Baviera, Germania Ovest    | Rudi-Sedlmayer-Halle                        | Marlene Charell                           |
| 2011 | Düsseldorf, Germania                 | Düsseldorf Arena                            | Stefan Raab, Anke Engelke e Judith Rakers |